# Daniel Trümpy
Daniel Trümpy (* 12. Januar 1893 in Ennenda, Kanton Glarus; † 1971) war ein Schweizer Geologe und Pionier der Erdölexploration. Als weltweit tätiger Erdölgeologe war er an der Erschliessung zahlreicher Ölfelder in Südamerika, Asien und Afrika beteiligt. Er war der Begründer einer Geologen-Dynastie von Schweizern und der erste Schweizer, der die Ehrenmitgliedschaft der American Association of Petroleum Geologists (AAPG) erhielt. 

## Leben und Ausbildung
Daniel Trümpy wurde 1893 in Ennenda geboren. Bereits als Gymnasiast zeigte er eine ausgeprägte Leidenschaft für Geologie und veröffentlichte erste Texte zum Thema. Sein Studium führte ihn an die Universitäten Zürich, Lausanne und schliesslich Bern. Dort reichte er 1915 bei Paul Arbenz (1880–943) eine Dissertation zur Falknis-Gruppe im Rätikon ein.
1917 arbeitete er im Auftrag der österreichisch-ungarischen Regierung als «neutraler Geologe» in Galizien. Nach Ausbruch der Russischen Revolution floh er über den Ural, Sibirien und die Mongolei auf einem Pferd nach Peking. Von dort reiste er im Auftrag der Firma Krupp nach Südostasien, um Wolframvorkommen zu erkunden.

## Tätigkeit bei Royal Dutch Shell
Nach dem Ersten Weltkrieg wurde Trümpy von Royal Dutch Shell angestellt. Seine ersten Auslandseinsätze führten ihn 1919–1921 nach Marokko und Tunesien, danach 1922–1924 nach Patagonien (Argentinien), wo er letztendlich Erdgas fand.
Im Jahr 1924 wurde er nach Mexiko versetzt, wo er in den folgenden zehn Jahren mehrere bedeutende Erdölfelder kartierte und erschloss. Insbesondere in den Bundesstaaten Tamaulipas und Veracruz war er an erfolgreichen Explorationsbohrungen beteiligt.
Danach wechselte Trümpy nach Kolumbien, wo er zum Chefgeologen von Shell Colombia ernannt wurde. Dort führte er 1937 die Reflexionsseismik ein – ein Verfahren zur unterirdischen Strukturerkennung mittels reflektierter seismischer Wellen. Die Methode trug wesentlich zum Erfolg späterer Explorationsprojekte in der Region bei.
Nach rund 30 Jahren bei Royal Dutch Shell beendete Trümpy 1949 seine Tätigkeit für das Unternehmen.

## Zweite Laufbahn
Nach seinem Rücktritt bei Shell im Jahr 1949 trat Trümpy eine zweite Karriere an – diesmal im Dienste Frankreichs. Als Chefgeologe des «Bureau d’Études Géologiques» am Institut Français du Pétrole (IFP) arbeitete er bis 1967 und betreute Projekte in Ländern wie Spanien, Iran, Angola, Australien und Griechenland. In Algerien war er unter den ersten, die das Erdölpotenzial der Sahara erkannten und aktiv erschlossen.

## Familie
Trümpy war zweimal verheiratet. Seine erste Ehefrau war Maria Dürst, die er 1920 heiratete. Das Paar hatte zwei Kinder, darunter den Sohn Rudolf Trümpy (1921–2009), der später ein bedeutender Geologe und Professor an der ETH Zürich wurde. Die Familie lebte während Trümpys Auslandseinsätzen unter anderem in Mexiko und Malaysia. In Mexiko verstarb 1928 eine gemeinsame Tochter im Kleinkindalter. Maria Dürst starb 1933 in Sarawak (Malaysia).
Nach einer kurzen Zwischenstation in Brasilien heiratete Trümpy seine zweite Frau, Kate van Laer. Gemeinsam zogen sie nach Bogotá, wo Trümpy seine Tätigkeit als Chefgeologe bei Shell Kolumbien aufnahm. Über gemeinsame Kinder aus dieser Ehe ist in den Quellen nichts bekannt.

## Auszeichnungen
Trümpy war der erste Schweizer, dem die Ehrenmitgliedschaft der American Association of Petroleum Geologists (AAPG) verliehen wurde. Für seine bedeutenden Beiträge zur Erkundung der Erdölvorkommen in der algerischen Sahara wurde er zudem zum Ritter der französischen Ehrenlegion (Légion d’honneur) ernannt. Diese Auszeichnung erhielt er insbesondere für seine Pionierarbeit bei der gezielten Erkundung der Erdölhöffigkeit der Region.